# Teenagers
„Teenagers“ je čtvrtý singl a jedenáctá píseň ze třetího studiového alba The Black Parade kapely My Chemical Romance. Je to třetí americký singl z alba, ale je to čtvrtý singl vydaný ve Velké Británii, Filipínách, Austrálii a Kanadě. Tato píseň je jedenáctým celkovým singlem kapely.